# Louise Amour Marie de la Roche de Fontenilles

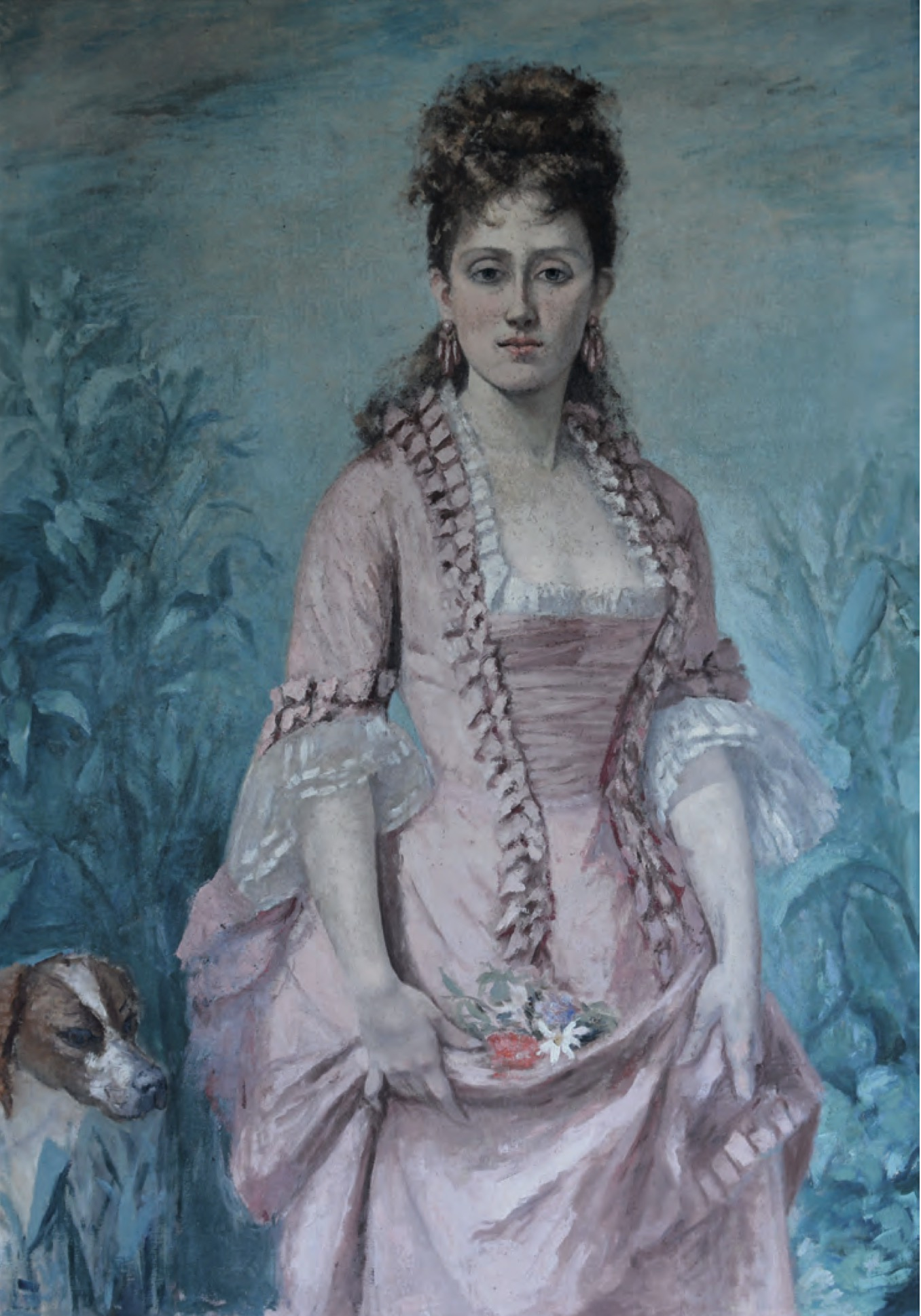
Selbstporträt von Louise Amour Marie de La Roche de Fontenilles, Marquise de Rambures

Louise Amour Marie de la Roche de Fontenilles, Marquise de Rambures (* 1. Februar 1844 in Petit-Bourg, Guadeloupe; † 26. März 1924 in Hyères, Département Var, Provence, Frankreich), war eine französisch-kreolische Malerin. Sie nahm unter dem männlichen Pseudonym Jacques François an den Pariser Impressionisten-Ausstellungen teil. Ihr Geburtsname war Louise Amour Marie de Bouillé. 1864 heiratete sie Charles Antoine de La Roche de Fontenilles, Marquis de Rambures, und wurde somit selbst Marquise de Rambures. Sie war die Tochter von Comte Jules François Amour de Bouillé und die Enkelin von Marquis François Claude Amour de Bouillé, einem königstreuen Gouverneur in der Karibik. Mütterlicherseits war sie Nachfahrin des Marquis de Vernou-Bonneüil, der 1815 nach Guadeloupe übergesiedelt war.

## Leben
Louise Amour Marie de Bouillé entstammte einer aristokratischen Familie aus Guadeloupe. 1849 zog sie mit ihrer Familie nach Frankreich. 1864 heiratete sie Charles Antoine de La Roche de Fontenilles, Marquis de Rambures, und ließ sich in Paris nieder. In den 1870er Jahren arbeitete sie unter anderem als Kopistin im Louvre und lebte zeitweilig in Madrid, wo sie im Prado kopierte. Sie nahm 1873 unter dem Pseudonym Jacques François am Salon de Paris teil und stellte ein Stillleben aus Guadeloupe mit dem Titel „Fleurs et fruits“ aus. Unter dem Künstlernamen Jacques François stellte sie auch 1876 und 1877 auf der zweiten und dritten Impressionisten-Ausstellung aus. 1886 nahm sie erneut – diesmal unter eigenem Namen – an der achten Impressionisten-Ausstellung teil (außer Katalog). Bis zu ihrem Tod im Jahr 1924 führte sie ihre künstlerische Tätigkeit fort.

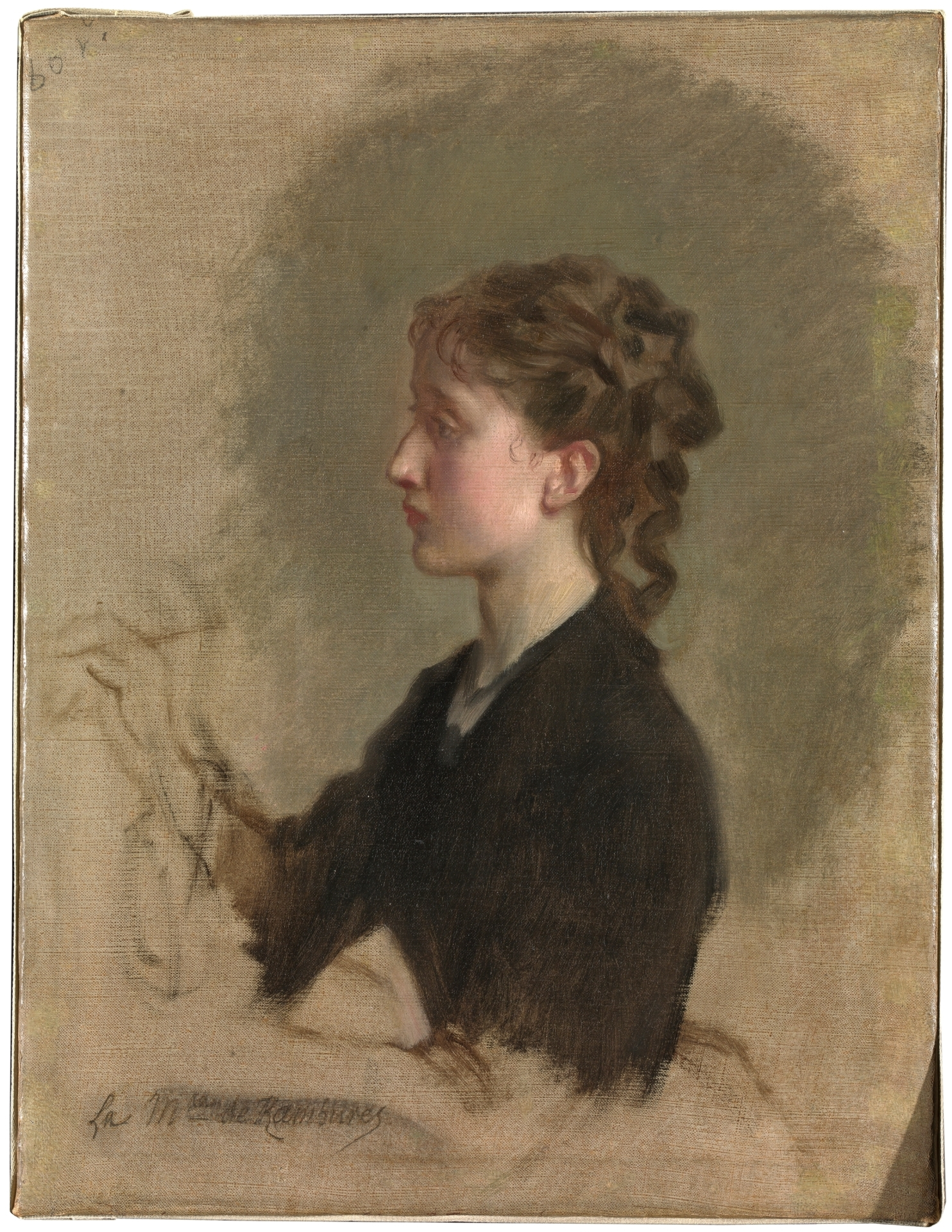
Louise Amour Marie de Bouillé, spätere Marquise von Rambures, um 1871, Öl auf Leinwand, Federico de Madrazo y Kuntz (1815–1894). Museo del Prado

Erst im Jahr 2021 gelang es Alexandra Morrison in einem Aufsatz im „Burlington Magazine“, nachzuweisen, dass es sich bei der Marquise de Rambures um „Jacques François“ handelte. Als Nachweise dienten ihr u. a. Nennungen ihres Namens in einem Brief von Gustave Caillebotte aus dem Jahr 1881, in dem „Mme de Rambure“ in den Ausstellungen von 1876 und 1877 erwähnt wird. Edgar Degas führte in seinem Notizbuch eine „Mme de Bouillé pour Mme de Rambures“ sowie eine Adresse in Paris.

## Werk
Unter dem Pseudonym Jacques François präsentierte sie Stillleben, Landschaften und Porträts im impressionistischen Stil. Zu ihren Werken gehört ein von Jacques Rivière gelobtes, lebendiges Stillleben mit Trauben, Gebäck und Feigen. Ihre Pinselführung und ihre motivische Vielfalt weisen Parallelen zu den zeitgenössischen Impressionisten auf. Bislang konnten nur wenige einzelne Gemälde aus den Ausstellungen identifiziert werden. Arbeiten wie ihr Selbstporträt und Kopien alter Meister vermitteln jedoch einen Eindruck von ihrer Technik und ihrem Malstil.